# Tatabányai Múzeum
A Tatabányai Múzeum a gyűjtőterületén felfedezett régészeti emlékeket, valamint az új- és legújabbkori emlékeket mutatja be. Főépülete A Vértes Agorája épületében működik, de szabadtéri kiállítással is rendelkezik.

## Története
Tatabánya egészen fiatal város, rangját csak 1947-ben kapta. A várossá válása a XIX. század végi és XX. századi ipari fejlődés nyomán indult meg, így a múzeumi munka legfőbb területe az új- és legújabbkori emlékek gyűjtése. A gyűjtemény törzsanyagát még Tatán kezdték gyűjteni 1967-ben, a Komárom megyei múzeumi szervezet újkori gyűjteményeként. Ennek a gyűjteménynek meghatározó része tatabányai eredetű volt, ezért az 1971-ben Tatabányára került a régi Puskin Kultúrotthon épületébe, és ezzel megalapításra került a mai múzeum. Az első állandó kiállítás 1975-ben nyitotta meg a kapuit a nagyközönség előtt, akkor még a Gellért tér 3. szám alatti egykori iskolaépületben.
Jelenlegi helyére, A Vértes Agorájába (a régi Közművelődés Házába) 1985-ben költözött. Az új épületben az első kiállítás 1985. október 1-jén nyílt meg, „Iparfejlődés, munkásélet a tatai szénmedencében 1896-1945” címmel. 1987-ben a régi XV-ös akna területe a múzeum tulajdonába került, és itt alakították ki a Szabadtéri Bányászati Múzeumot. A kiállítás 1988-ban a nagyközönség előtt is megnyílt, és az azóta folyamatosan bővülő Szabadtéri Bányászati Múzeum (Vágóhíd utca) Magyarország első, és idáig egyetlen ipari skanzenje. Ez egy nemzetközi vonatkozásban is egyedülálló kiállítóhely, hiszen egy régi bányaüzem teljes épületegyüttesével, berendezett irodákkal, szabadtéri gépbemutatóval és bejárható bányatérség segítségével idézi meg a szénbányászatot a régi XV-ös aknán, amely az egykori tatabányai bányászkolóniák jellegzetes lakó- és középületeivel és azok korhű berendezésével teljes, így természetes környezetben mutatja be az ipari munkások munka- és életkörülményeit. Ugyanebben az évben nyílt meg a nagyközönség előtt az ásvány- és ősmaradvány gyűjtemény, melyet Jáki Rezső, a Tatabányai Bányák Vállalat főgeológusa állított össze a vállalatának tulajdonában álló kőzetekből és ásványokból.
1997-ben Tatabánya önkormányzata a város megalakulásának 50. évfordulójára felújíttatta a múzeum központi épületét egy nagy összegű beruházás keretében. A jelentősen megnövekedett kiállítótér egy új, korszerű, állandó településtörténeti kiállítás otthona lett. Az új kiállítás október 10-én nyílt meg és két szinten mutatta be a város elődtelepüléseinek fejlődését az őskortól 1947-ig. Jelenleg több mint 200.000 darabos gyűjteménnyel rendelkezik az intézmény. A korábban ipar-, életmód-, és politikatörténeti gyűjteményeket bemutató intézmény a 90-es évek elejétől kezdve kiegészítette gyűjtőtevékenységét a régészettel, a néprajzzal, a képzőművészettel és a természettudománnyal is.

## Állandó kiállítások
- Metamorfózis - Ember és természet kapcsolata az Által-ér völgyében
- Bányászati és Ipari Skanzen

## Díjak
- Az Év Múzeuma, 1997.
- Tatabánya kultúrájáért díj, 2001.
- Magyar Múzeumi Egyesület különdíja, 2004.
- Múzeumpedagógiai Elismerő Oklevél, 2016.
- Év Kiállítása díj okleveles elismerése, 2017.
- Múzeumpedagógiai Nívódíj, 2018

## Forrás
- A Tatabányai Múzeum rövid története az intézmény saját honlapján